# Slot Rosersberg

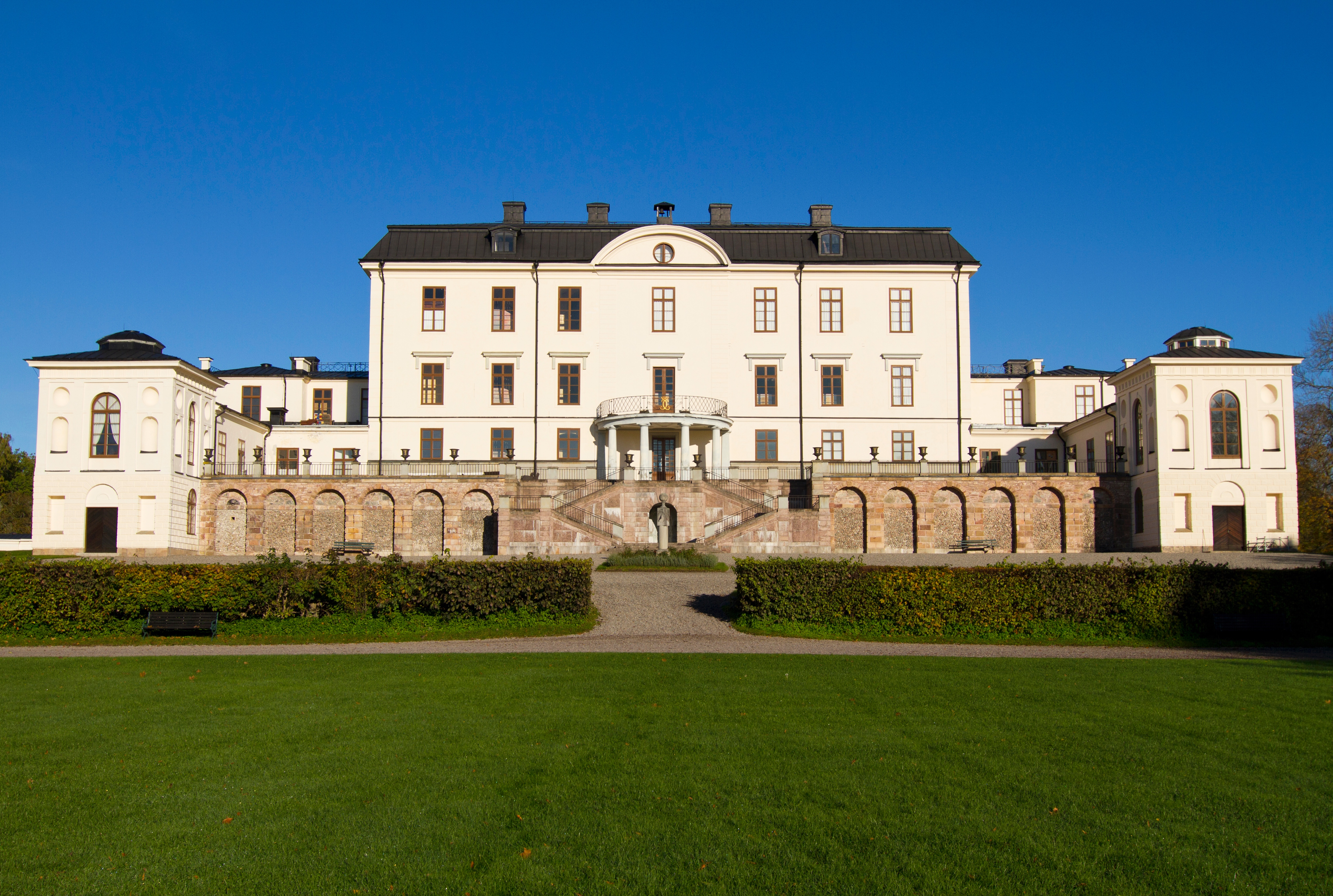
Rosersberg slot

Slot Rosersberg (Zweeds: Rosersbergs slott) is een van de koninklijke paleizen in Zweden. Het kasteel ligt aan de oevers van het Mälarmeer, even buiten Stockholm. Het slot werd in de jaren 1630 gebouwd door de adellijke familie Oxenstierna en werd een koninklijk paleis in 1762 toen het, inmiddels toegevallen aan de Zweedse staat, het schonk aan prins Karel, een broer van koning Gustaaf III, en zelf later koning Karel XIII.
Het huis werd gebouwd in opdracht van Gabriel Bengtsson Oxenstierna die het vernoemde naar zijn moeder, die afkomstig was uit de familie Tre Rosor (Drie Rozen). Het gebouw is ontworpen in de stijl van de noordelijke renaissance. Met de bouw ervan werd begonnen in 1634 en de werkzaamheden werden vier jaar later afgerond. Aan het einde van de zeventiende eeuw werd het complex door Bengt Oxenstierna gemoderniseerd in de stijl van de rococo, onder leiding van de Stockholmse stadsarchitect Nicodemus Tessin de jongere. De puntgevels werden verwijderd en vervangen door een nieuw dak. Er kwamen nieuwe vleugels en er werd een zuilengalerij aan het gebouw toegevoegd.
In 1747 werd Rosersberg verworven door baron Erland Carlsson Broman die het gebouw verder moderniseerde. Na diens dood in 1757 werd het gebouw verworven door de staat en geschonken aan prins Karel. 
Karel ging door met bouwen en verbouwen en zo kreeg het slot steeds meer het karakter van wat later de Karel XIII empire stijl is gaan heten. Ook het interieur werd drastisch vernieuwd.
Koning Karel XIV Johan van Zweden, de eerste Zweedse koning uit het Huis Bernadotte, en zijn echtgenote koningin Désirée, gebruikte het slot als zomerresidentie. Karel Johans slaapkamer geldt als een van de belangrijkste voorbeelden van vroeg-19e-eeuwse Zweedse interieurs. Het gebouw is bewaard in de stijl die het in de jaren 1795-1825 kreeg. Na de dood van koningin Désirée in 1860 kreeg het gebouw een militaire functie.